# Minquadale (Delaware)
Minquadale é uma comunidade sem personalidade jurídica do Condado de New Castle, Delaware, Estados Unidos.